# 경영자 자본주의
경영자 자본주의(managerial capitalism)란 기업의 주식이 넓은 범위로 분산 소유되고, 기업의 경영은 전문경영인에 의해 이루어지는 경영 체제를 말한다.

## 배경
미국의 경우 1900년대에 들어서면서 기업이 빠르게 성장하면서, 소수 자본가가 자본을 조달하던 방식이 한계를 드러내게 되었고, 주식발행을 통한 자금조달이 활성화되었다. 주식이 많은 수의 투자자들에게 분산되면서 소유와 경영의 분리가 촉진되었다. 주주가 경영진을 임명하고, 전문경영자가 경영을 맡는 형태의 기업지배구조가 정착되었다.